# 木板河
木板河，位于中国云南省中部，是普渡河右岸支流，上游称可郎河，发源于寻甸回族彝族自治县先锋镇龙潭箐，东南流至普鲁村转西流，至柯渡镇新庄村西北右纳柯渡河（此段又称蟒蛇河），进入富民县（此段又称马过河），至款庄镇徐谷村转北流，于东村镇石桥村西北掉头转向西南汇入普渡河。河长62.9千米，流域面积951平方千米，天然落差1326米，年均径流量3.94亿立方米。